# Брезик Нашички
Брезик Нашички је насељено место у саставу града Нашица у Осјечко-барањској жупанији, Република Хрватска.

## Историја
До територијалне реорганизације у Хрватској налазио се у саставу старе општине Нашице.

## Становништво
На попису становништва 2011. године, Брезик Нашички је имао 352 становника.

## Попис1991.
На попису становништва 1991. године, насељено место Брезик Нашички је имало 433 становника, следећег националног састава:
| Попис 1991.‍  | Попис 1991.‍  | Попис 1991.‍ | Попис 1991.‍ | Попис 1991.‍ |
| ------------ | ------------ | ----------- | ----------- | ----------- |
|              |              |             |             |             |
| Хрвати       | Хрвати       |             | 378         | 87,29%      |
| Срби         | Срби         |             | 43          | 9,93%       |
| Југословени  | Југословени  |             | 3           | 0,69%       |
| неопредељени | неопредељени |             | 3           | 0,69%       |
| непознато    | непознато    |             | 6           | 1,38%       |
| укупно: 433  |              |             |             |             |